# Вторичноротые
Вторичноро́тые (лат. Deuterostomia) — группа многоклеточных животных из клады двусторонне-симметричных, подгруппы Nephrozoa. К ним относятся иглокожие, полухордовые и хордовые (последний тип включает всех позвоночных, в том числе человека).
У вторичноротых в период зародышевого развития на месте первичного рта (бластопора) образуется анальное отверстие, а собственно рот независимо появляется в передней части тела. Есть вторичная полость тела (целом).

## Морфология
Изначально вторичноротые были объединены на основании данных сравнительной эмбриологии, поскольку ранние этапы эмбриогенеза многих хордовых, полухордовых и иглокожих демонстрируют общие черты:
1. Радиальное дробление. Когда зигота начинает делиться, первые две плоскости дробления проходят через анимальный и вегетальный полюса зиготы (то есть по «меридианам»), перпендикулярно друг другу. Третья проходит через экватор. При дальнейших делениях эмбрион сохраняет сферическую симметрию. В конце концов он превращается в бластулу — полый шарик, заполненный жидкостью
2. Гаструляция путём инвагинации. Клетки, находящиеся на вегетальном полюсе бластулы, вворачиваются внутрь, давая начало эндомезодерме. Они формируют первичную кишку — архентерон, который открывается наружу отверстием, называемым бластопором.
3. Судьба бластопора («первичного рта»). У большинства (хотя известно множество исключений) первичноротых билатерий бластопор превращается в ротовое отверстие либо закрывается. У вторичноротых бластопор чаще всего превращается в анус. Рот образуется на противоположном (анимальном) полушарии эмбриона, где архентерон приходит в соприкосновение с эктодермой.
4. Источник мезодермы. Мезодерма образуется из выпячиваний архентерона, которые отшнуровываются и превращаются в целомические мешки. Данный процесс называется энтероцелией, в противовес шизоцелии, когда целомические полости образуются из неупорядоченного скопления клеток, находящихся между экто- и эндодермой. У иглокожих и полухордовых образуется три пары целомических мешков, расположенных симметрично друг относительно друга. Они носят названия прото-, мезо- и метацеля. У примитивных хордовых (например, ланцетников) пар целомических мешков (сомитов) образуется гораздо больше. Передние несколько пар образуются одновременно путём энтероцелии, задние — один за другим появляются в хвостовом конце тела животного путём шизоцелии.

У всех вторичноротых существует циркуляторная система, которая в наиболее примитивной форме состоит из спинного и брюшного сосуда, перекачивающих гемолимфу в задне-переднем и передне-заднем направлении, соответственно. У хордовых спинная и брюшная стороны тела, скорее всего, поменялись местами, и уже у ланцетников роль перистальтического насоса играет брюшной сосуд, качающий гемолимфу вперед. У общего предка позвоночных и оболочников впервые появляется полноценное сердце, которое, скорее всего, негомологично сердцу полухордовых.
Выделительная система устроена сложнее, чем у многих первичноротых. Она представлена метанефридиями у полухордовых, иглокожих и (с рядом оговорок) примитивных хордовых.

## Систематика
Существуют различные гипотезы о происхождении вторичноротых: от радиальных (кишечнополостных) животных, независимо от первичноротых; от одного из примитивных типов первичноротых из группы низших червей и другие.
Однако более современные (2016) исследования с помощью транскриптомного анализа показали, что вторичноротые и первичноротые, составляющие кладу Nephrozoa, вместе произошли от примитивных двусторонне-симметричных животных.
|           | Xenacoelomorpha                                                                               |
|           |                                                                                               |
| Nephrozoa | \| \| Первичноротые (Protostomia) \| \| \| \| \| \| Вторичноротые (Deuterostomia) \| \| \| \| |
|           | \| \| Первичноротые (Protostomia) \| \| \| \| \| \| Вторичноротые (Deuterostomia) \| \| \| \| |
|           | Первичноротые (Protostomia)                                                                   |
|           |                                                                                               |
|           | Вторичноротые (Deuterostomia)                                                                 |
|           |                                                                                               |

|  | Первичноротые (Protostomia)   |
|  |                               |
|  | Вторичноротые (Deuterostomia) |
|  |                               |

В настоящее время считается, что первые вторичноротые появились в начале кембрийского периода. Древнейшие из известных представителей: род Hertzina и, по одной из версий, Saccorhytus coronarius.

### Классификация
К вторичноротым относят 3 типа животных:
- Иглокожие (Echinodermata): морские звёзды, морские ежи и др.
- Полухордовые (Hemichordata)
- Хордовые (Chordata): в том числе позвоночные (млекопитающие, рыбы, птицы и др.)

Часть систематиков включают в группу вторичноротых вымерший тип ветуликолий (Vetulicolia) и тип щетинкочелюстных (Chaetognatha), хотя последний всё чаще относят к кладе первичноротых Gnathifera.